# Mortorps socken
Mortorps socken i Småland ingick i Södra Möre härad, ingår sedan 1971 i Kalmar kommun och motsvarar från 2016 Mortorps distrikt i Kalmar län.
Socknens areal är 98,73 kvadratkilometer, varav land 98,23. År 2000 fanns här 982 invånare. Tätorten Tvärskog samt kyrkbyn Mortorp med sockenkyrkan Mortorps kyrka ligger i socknen. 

## Administrativ historik
Mortorps socken har medeltida ursprung. Mortorps nuvarande stenkyrka är sannolikt byggt på 1200-talet. I skriftliga källor omnämns 'Morathorppa sokn' första gången 1391.
1847 utbröts Oskars församling, som från början av 1700-talet utgjort och blivit kallad Mortorps kapellförsamling. Gårdsryd överfördes 1860 till Sankt Sigfrids kyrksocken och 1880 till den då bildade Sankt Sigfrids jordebokssocken. Den del av byn Väntorp som hörde till Mortorps socken överfördes i alla avseenden till Arby socken 1884.
Vid kommunreformen 1862 övergick socknens ansvar för de kyrkliga frågorna till Mortorps församling och för de borgerliga frågorna till Mortorps landskommun. Landskommunen utökades 1952 och uppgick sedan 1971 i Kalmar kommun. Församlingen uppgick 1 januari 2010 i Karlslunda-Mortorps församling.
1 januari 2016 inrättades distriktet Mortorp, med samma omfattning som församlingen hade 1999/2000.  
Socknen har tillhört samma fögderier och domsagor som Södra Möre härad.
Socken indelades fram till 1901 i (tillsammans med Oskars socken) 62 båtsmanshåll, vars båtsmän tillhörde Södra Möres 2:a båtsmanskompani.

## Geografi
Mortorps socken består i sydost av öppen odlingsbygd kring Hagbyån och i norr och väster av skogsbygd.

## Fornminnen
Några boplatser från stenåldern är kända. Dessutom stensättningar, domarringar och resta stenar från järnåldern.

## Namnet
Namnet (1344 Moratorp), taget från kyrkbyn, består av förledet mor, sank skogsterräng och efterledet torp, nybygge.

### Fotnoter
1. 1 2 3  Svensk Uppslagsbok andra upplagan 1947–1955: Mortorp socken
2. 1 2  Harlén, Hans; Harlén Eivy (2003). Sverige från A till Ö: geografisk-historisk uppslagsbok. Stockholm: Kommentus. Libris 9337075. ISBN 91-7345-139-8
3. ↑  DMS 1:4 Möre
4. ↑  Det medeltida Sverige 4:1 Möre
5. ↑  ”Församlingar”. Statistiska centralbyrån. https://www.scb.se/hitta-statistik/regional-statistik-och-kartor/regionala-indelningar/forsamlingar/. Läst 30 december 2022.
6. ↑  Administrativ historik för Mortorp socken (Klicka på församlingsposten). Källa: Nationella arkivdatabasen, Riksarkivet.
7. ↑  "Ostkanten" om Blekinge och Södra Möres båtsmän
8. 1 2 3  Nationalencyklopedin
9. 1 2  Sjögren, Otto (1931). Sverige geografisk beskrivning del 2 Östergötlands, Jönköpings, Kronobergs, Kalmar och Gotlands län. Stockholm: Wahlström & Widstrand. Libris 9939
10. ↑  Fornlämningar, Statens historiska museum: Mortorps socken
11. ↑  Fornminnesregistret, Riksantikvarieämbetet: Mortorps socken Fornminnen i socknen erhålls på kartan genom att skriva in sockennamn (utan "socken") i "Ange geografiskt område"